# Deflektor (gra komputerowa)
Deflektor – logiczno-zręcznościowa gra komputerowa firmy Vortex Software, stworzona przez greckiego programistę Costa Panayi i wydana w 1987 roku.
Gra została doceniona przez krytyków podkreślających jej wykonanie oraz oryginalność.

## Rozgrywka
Zadaniem gracza jest sterowanie rozmieszczonymi statycznie na planszy lustrami odbijającymi promień lasera w taki sposób by dotarł on do odbiornika. Aby tego dokonać promień lasera musi najpierw zniszczyć wszystkie "wrogie" obiekty, co odblokowuje dostęp do odbiornika. Zadanie utrudniają rozmaite przeszkody takie jak odbijające promień lasera ściany, bloki losowo zmieniające kąt odbicia, miny, czy losowo pojawiające się stworzenia zmieniające kąt ustawienia luster. Emiter lasera ma ograniczony czas działania. Skierowanie lasera z powrotem do emitera powoduje wzrost temperatury a przekroczenie jej limitu skutkuje jego zniszczeniem (utratą życia). Skierowanie lasera do odbiornika powoduje przejście do kolejnej planszy.

## Wersje
Gra pierwotnie powstawała dla ZX Spectrum, ale powstały wersje na inne, popularne wówczas komputery domowe.
Za zgodą autora oryginału, zostały wydane dwie nowe wersje gry. Pierwsza, wydana w 2001 roku, powstała tylko dla Microsoft Windows. Druga, wydana w 2006 roku, została zatytułowana Deflektor X4 i ma wersje dla Microsoft Windows, MacOSa oraz Linuxa. Autorem tych wersji jest Ignacio Perez Gil i są one udostępniane za darmo przez wydawcę (RetroSpec).